# Pfad der rechten Hand
Der Pfad der rechten Hand oder Pfad zur rechten Hand (Sanskrit: दक्षिण मार्ग (m.), Dakṣiṇa Mārga) oder Right Hand Path (RHP) ist ein aus dem Hindu-Tantra entlehnter Begriff, welcher eine gesellschaftskonforme Ausübung von Religion bezeichnet.
Der Pfad der rechten Hand fußt in der Regel auf einem Erlösungsgedanken, welcher im Bewusstsein des individuellen Ichs die Wurzel allen Leidens sieht, und ist somit geeignet, die verbreiteten Religionen wie Hinduismus (nicht alle Strömungen), Buddhismus, Judentum, Christentum und Islam unter einer gemeinsamen Kategorie zusammenzufassen.
Parallel dazu können philosophisch-religiöse Strömungen, welche mit dem Pfad der rechten Hand nicht vereinbar sind, oftmals dem Pfad zur linken Hand zugeordnet werden.
Die Begriffe Pfad der linken Hand und Pfad der rechten Hand werden praktisch immer von Vertretern „linkspfadiger“ Glaubensrichtungen verwendet. Auch hat dieser Dualismus im Westen einen eher antithetischen Charakter, das heißt, er stellt beide Richtungen als sich gegenseitig ausschließend dar. In ihrem Ursprungsgebiet werden beide Pole eher als sich gegenseitig ergänzend angesehen.
Im westlichen Neotantra versteht man unter rechtshändigem oder weißem Tantra die Praxis, in den Seminaren eher meditativ und therapeutisch zu arbeiten und mit Nacktheit und erotischen Übungen sehr zurückhaltend umzugehen.